# Neonectria ditissima
Neonectria ditissima (Tul. & C. Tul.) Samuels & Rossman – gatunek grzybów z rodziny gruzełkowatych (Nectriaceae). Pasożyt wielu drzew, wywołujący chorobę, której sadownicy nadali nazwę rak drzew owocowych i zgnilizna owoców, a leśnicy rak gruzełkowy drzew liściastych

## Systematyka i nazewnictwo
Pozycja w klasyfikacji według Index Fungorum: Neonectria, Nectriaceae, Hypocreales, Hypocreomycetidae, Sordariomycetes, Pezizomycotina, Ascomycota, Fungi.
Po raz pierwszy zdiagnozowali go w 1865 r. Louis René Tulasne i Charles Tulasne nadając mu nazwę Nectria ditissima. Obecną, uznaną przez Index Fungorum nazwę nadali mu w 2006 r. Samuels i Rossman.
Niektóre synonimy:

- Cucurbitaria ditissima (Tul. & C. Tul.) Kuntze 1916
- Cylindrocarpon heteronema (Berk. & Broome) Wollenw. 1916
- Cylindrocarpon mali (Allesch.) Wollenw. 1928
- Cylindrocarpon willkommii (Lindau) Wollenw. 1928
- Dialonectria galligena (Bres.) Petch ex E.W. Mason & Grainger 1937
- Fusarium heteronemum Berk. & Broome 1865
- Fusarium mali Allesch. 1892
- Fusarium willkommii Lindau 1909
- Nectria ditissima Tul. & C. Tul. 1865
- Nectria galligena Bres. 1901
- Ramularia heteronema (Berk. & Broome) Wollenw. 1916

Jeszcze do niedawna jako odrębny gatunek opisywano Cylindrocarpon heteronema. Obecnie wiadomo już, że jest to tylko bezpłciowe stadium (anamorfa) Neonectria ditissima.

## Morfologia
W zaatakowanych przez patogena tkankach roślin rozwija się grzybnia powodująca zrakowacenia pędów. W zrakowaceniach tych pojawiają się sporodochia, w których odbywa się bezpłciowe zarodnikowanie konidialne, w wyniku którego powstają dwa rodzaje konidiów: makrokonidia i mikrokonidia. Makrokonidia powstają na krótkich, cylindrycznych fialidach znajdujących się na szczycie rozgałęzionych konidioforów. Fialidy mają rozmiar 12–16 × 2–2,5 μm. Makrokonidia są cylindryczne, proste lub zakrzywione, z zaokrąglonymi końcami i spotyka się wśród nich następujące typy:
- o rozmiarach 10–28 × 4–5 μm z 1 przegrodą,
- o rozmiarach 22–30 × 4–6 μm z 2 przegrodami,
- o rozmiarach 36–50 × 4–6 μm z 3 przegrodami
- o rozmiarach 45–65 × 4–7 μm z 4 lub więcej przegrodami

Mikrokonidia są cylindryczne, z zaokrąglonymi końcami, bez przegród i mają rozmiar 4–8 × 2–3 μm.
W niektórych szczepach znajdowały się makrokonidia przeważnie 1-2 przegrodowe o rozmiarach 17–28 × 4–5 μm. Może to być efektem hodowli na sztucznych pożywkach. Grzybnia hodowana na agarze z dekstrozą ziemniaczaną tworzy po 14 dniach kolonie o średnicy 6 cm. Złożone są z filcowatej grzybni powietrznej. Grzybnia jest początkowo biała, potem lekko żółtobrązowa.
Jesienią w szczelinach kory porażonej przez patogena wytwarzane są perytecja z zarodnikami innego typu – askosporami powstającymi na drodze askogamii. Kuliste perytecja mają rozmiar 25–35 μm i gładkie, ciemnoczerwone ściany. Powstają w nich dwukomórkowe askospory o rozmiarach 15–21 × 6–8,5 μm.

## Cykl rozwojowy
Choroba rozprzestrzenia się zarówno przez konidia, jak i askospory. Rozprzestrzenianiu się choroby sprzyja duża wilgotność powietrza, a zwłaszcza długotrwałe opady deszczu. Zarodniki przenosi wiatr i woda. Głównymi wrotami zakażeń są występujące na pędach drzew rany, przez które wrastają do drzewa strzępki infekcyjne kiełkujących zarodników. Stwierdzono, że z jednej zgorzeli w czasie deszczu trwającego co najmniej 6 godzin może się wydostać od 4000 do 45 000 askospor.
Przezimowują perytecja oraz grzybnia w tkankach porażonych przez patogena. Konidia przenoszone są przez krople deszczu i wodę na niewielkie odległości – głównie w obrębie korony drzewa, askospory natomiast mogą być przez wiatr przenoszone na duże odległości. Do wykiełkowania zarodników niezbędna jest duża wilgotność powietrza.